# Guémar
Guémar (Gemar in tedesco) è un comune francese di 1 391 abitanti situato nel dipartimento dell'Alto Reno nella regione del Grande Est.
Sul suo territorio scorre il fiume Fecht.

## Società

### Evoluzione demografica
Abitanti censiti

## Galleria fotografica di Guémar

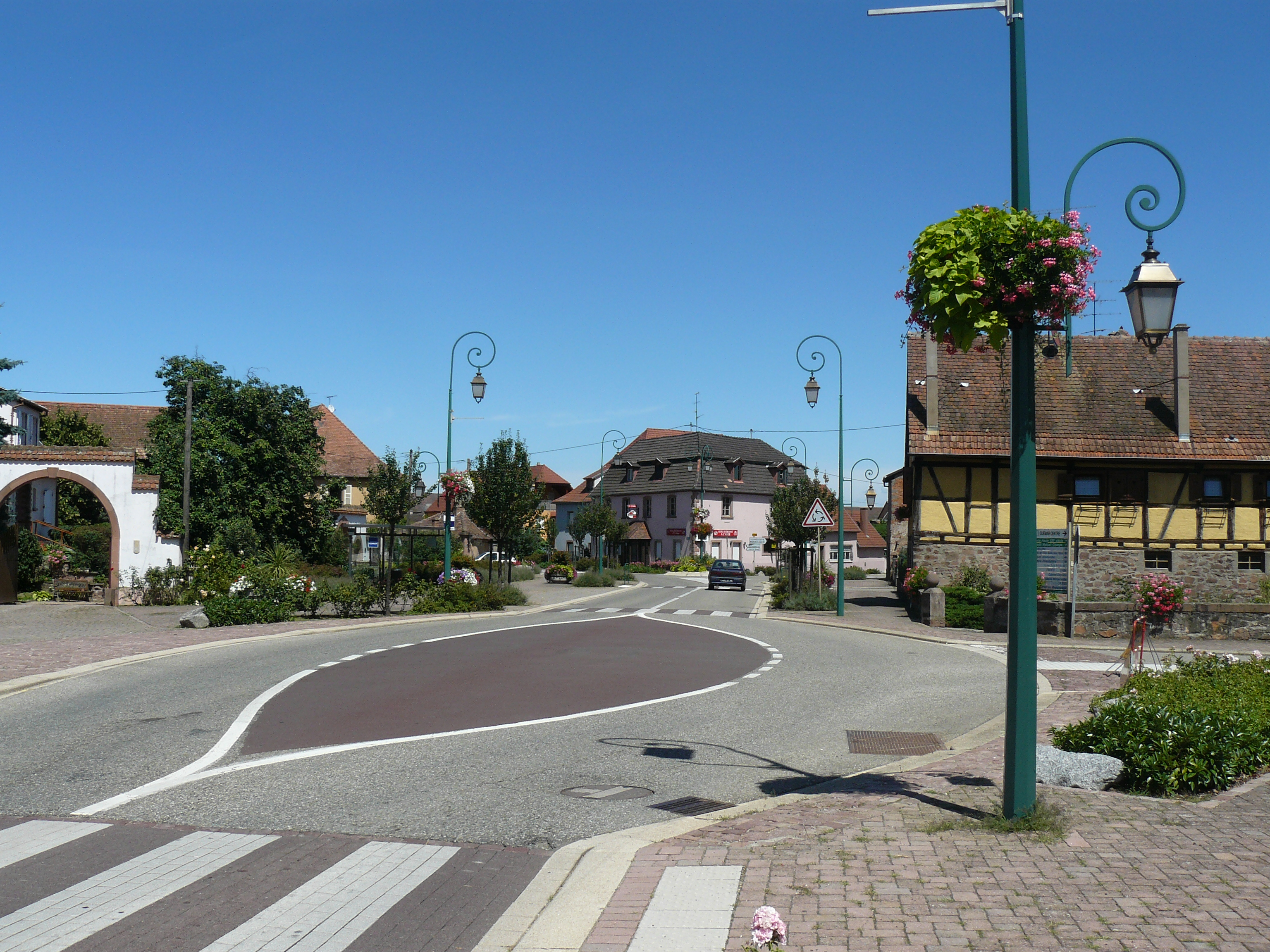
Ingresso al paese alla porte haute
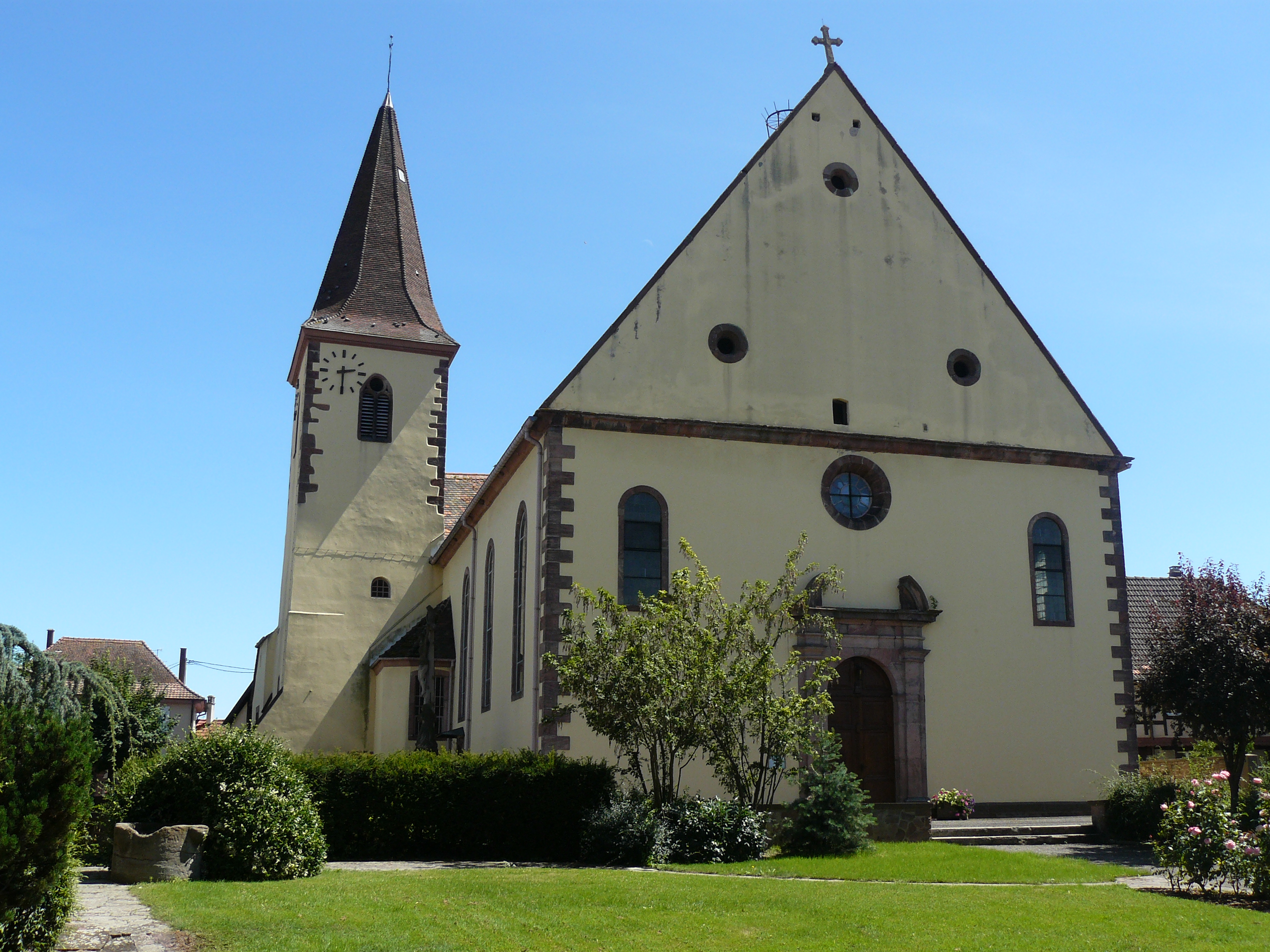
La chiesa di Saint-Léger
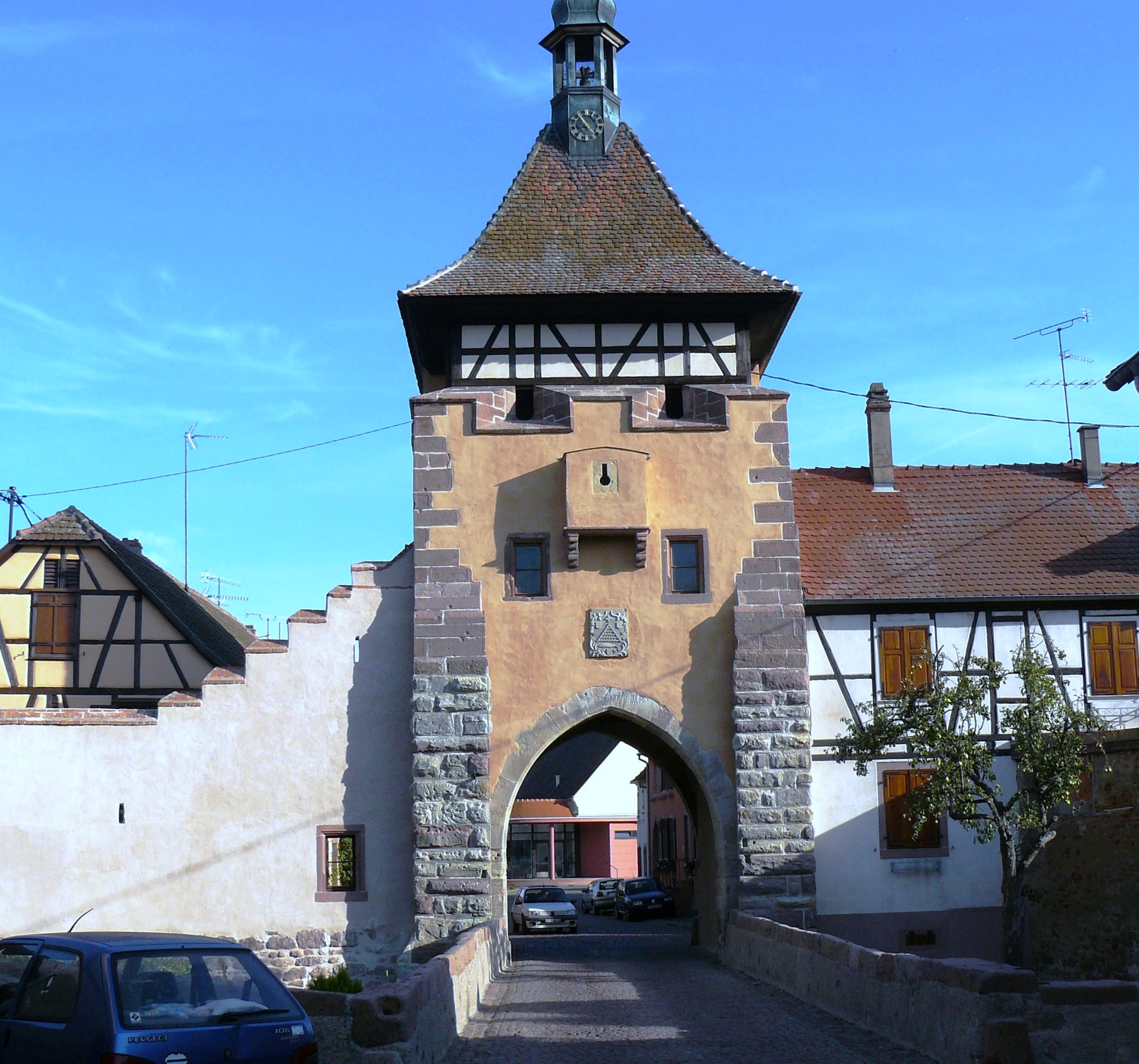
La porte haute (Obertor) ristrutturata in agosto 2009
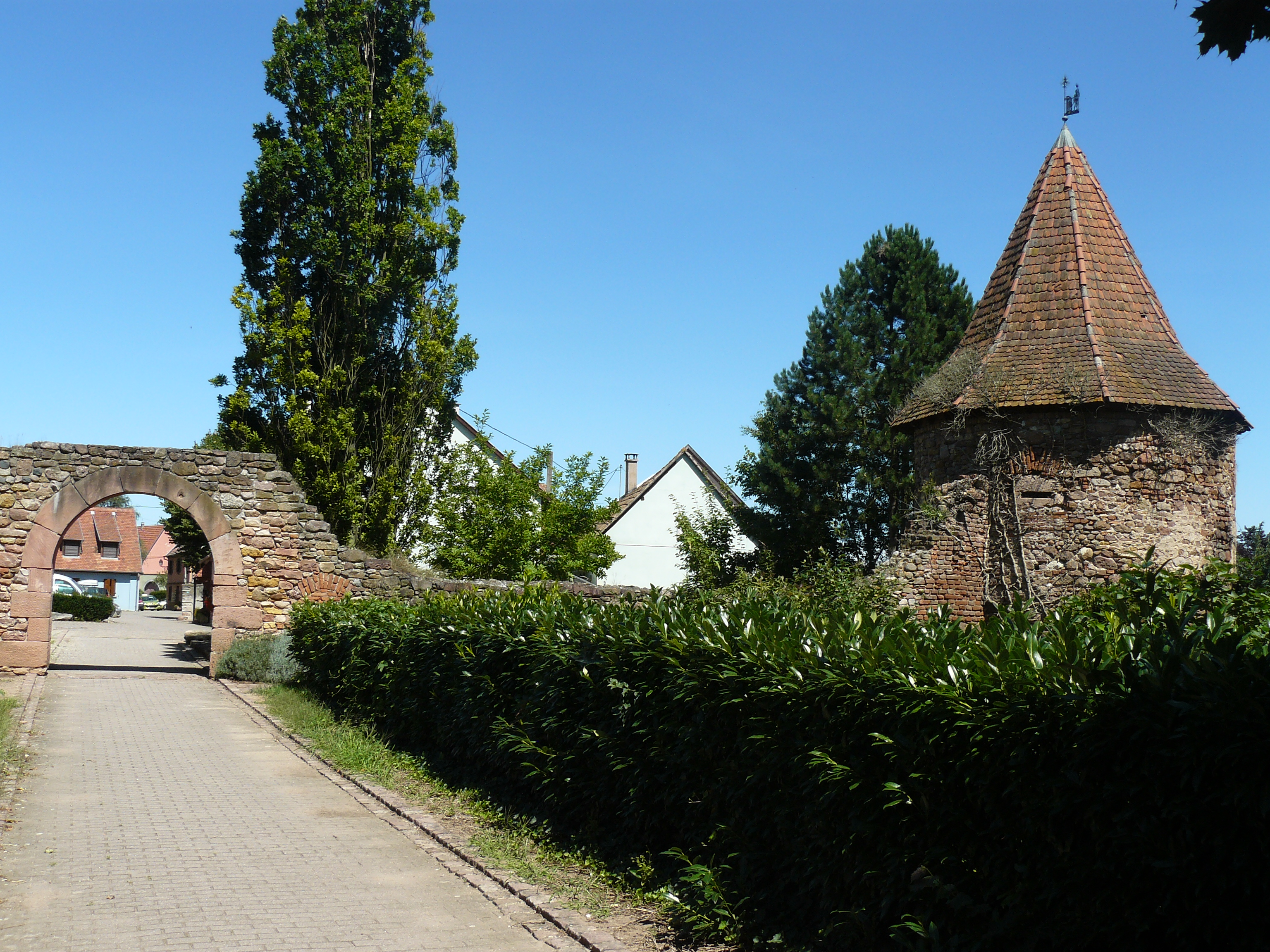
Torre delle mura (XIV-XVI secolo) o tour Rousseau
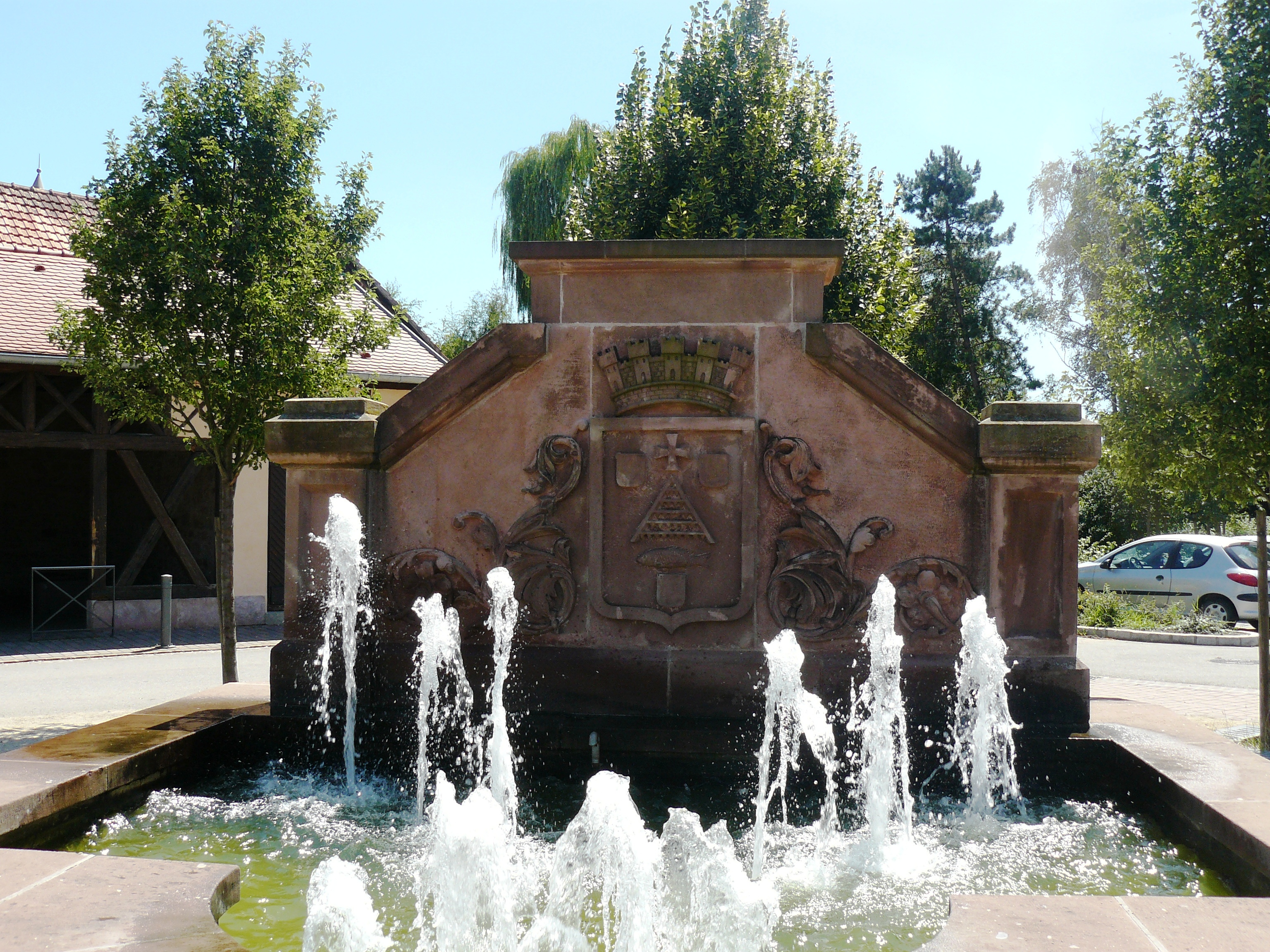
Una fontana
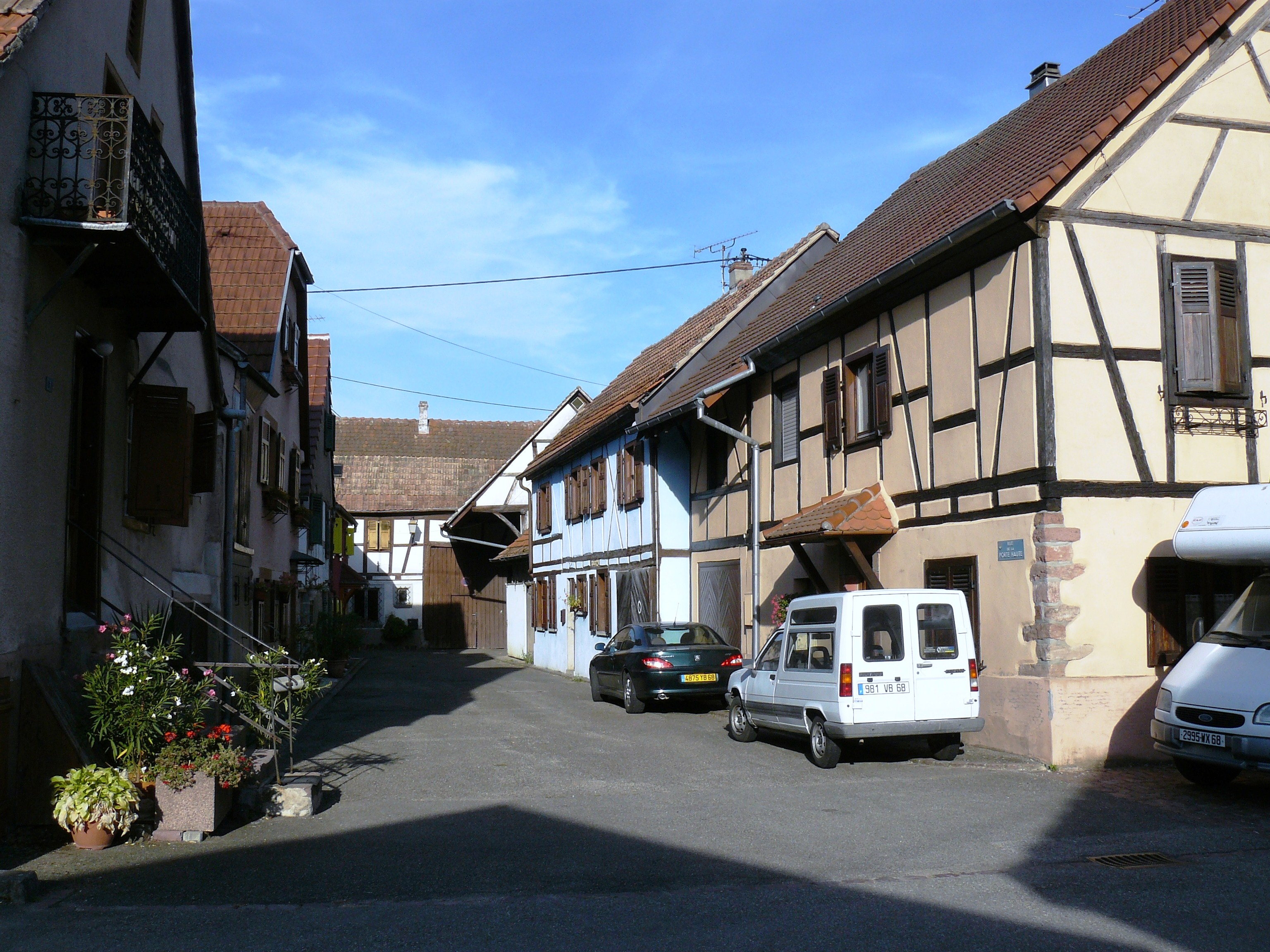
Una via di Guémar con le sue antiche case a graticcio